# Herbert Sorge
Herbert Sorge (* 21. März 1901 in Halberstadt; † 9. April 1980) war ein deutscher Marineoffizier und Kampfkommandant, der die Stadt Cuxhaven vor der kompletten Zerstörung bewahrte.

## Leben

### Herkunft und Familie
Sorge war Sohn eines Kaufmanns.

### Karriere
Sorge trat noch im September 1918 als Seekadett in die Kaiserliche Marine ein, wo er bis Ende des Ersten Weltkrieges eine Ausbildung an der Marineschule absolvierte. Nach Übertritt in die Reichsmarine wurde er am 13. November 1920 zum Fähnrich zur See ernannt. Am 1. April 1923 wurde er zum Leutnant zur See und am 1. Juli 1925 zum Oberleutnant zur See befördert. 1931 stand er der Inspektion der Marineartillerie zur Verfügung. Ende 1936 wirkte er als Artillerieoffizier und Kapitänleutnant auf dem Panzerschiff Admiral Scheer in Kiel.
Von Januar bis Oktober 1944 war er als Kommandant im Abschnitt Wilhelmshaven beim Kommandant der Seeverteidigung Ostfriesland zeitgleich Kommandeur der II. Marineflakbrigade. Am 15. Oktober 1944 kam Sorge als Kapitän zur See nach Cuxhaven und wurde zum dortigen Kommandant im Abschnitt Cuxhaven ernannt. Als sich gegen Ende des Krieges die British Army nährte, ignorierte Sorge den Befehl, „dem Gegner verbrannte Erde zur hinterlassen“ und entfernte nach Absprache mit dem Oberbürgermeister Wilhelm Klostermann sämtliche Panzersperren, Blockaden und Gräben. Sorge ließ weiterhin die lokale Hitlerjugend entwaffnen sowie sämtliche Batterien in der Stadt sichern um zu verhindern, dass durch eventuelle Einzelaktionen noch Kampftätigkeiten ausbrechen könnten. Am 7. Mai 1945 übergab er dem britischen XXX. Corps kampflos die Stadt. Nach dem endgültigen Einmarsch der Guards Armoured Division konnte die Stadt so vor weiteren Kriegsschäden gerettet werden. Unter seiner Führung wurden sämtliche verbliebene Wehrmachtssoldaten im Raum Geversdorf-Freiburg interniert.
Sorge trat in der Nachkriegszeit als Zeuge im Prozess des Oberleutnant zur See Gustav Klever auf, welcher des Diebstahls von Rot-Kreuz-Paketen beschuldigt wurde. Im April 1946 wurde er aus der Kriegsgefangenschaft entlassen und kehrte nach Altenwalde zurück. Anfang der 1950er zog er nach Cuxhaven.

## Werke
- Die Marine-Flakartillerie, in Nauticus. 1943